# Strumento derivato
In finanza uno strumento derivato o semplicemente derivato indica un titolo finanziario che deriva il proprio valore da un altro asset finanziario oppure da un indice (ad esempio, azioni, indici finanziari, valute, tassi d'interesse o anche materie prime), detto sottostante. Gli utilizzi principali degli strumenti derivati sono la copertura del rischio (hedging), l'arbitraggio (ossia l'acquisto di un prodotto in un mercato e la sua vendita in un altro mercato) e la speculazione.

## Descrizione
Gli strumenti derivati più diffusi sono i forwards, i futures, le opzioni e gli swap. Ognuno di essi è suddiviso in sotto-tipologie. I derivati sono considerati parte degli asset finanziari, ovvero i beni/cespiti di natura finanziaria in quanto prodotti finanziari; anche le azioni, obbligazioni e i conti correnti bancari sono degli asset finanziari e oggi svariati di essi sono dematerializzati e intangibili.
Le variabili alla base della quotazione dei titoli derivati sono dette attività sottostanti e possono avere diversa natura: può trattarsi di azioni, di obbligazioni, indici finanziari, di commodity come il petrolio o anche di un altro derivato, ma esistono derivati basati sulle più diverse variabili - perfino sulla quantità di neve caduta in una determinata zona, o sulle precipitazioni in genere.
I derivati sono oggetto di contrattazione in molti mercati finanziari, e soprattutto in mercati al di fuori dei centri borsistici ufficiali, ossia in mercati alternativi alle borse vere e proprie, detti over the counter (OTC). Esiste dunque, in senso astratto, un mercato dei derivati (derivatives market) generale, affiancato al mercato delle security/valori mobiliari (azioni e obbligazioni) e composto da tutti i mercati dei vari tipi di derivati: mercato dei forwards, futures, options e swap (lo stesso si può dire per le security, di cui esiste il mercato delle azioni e il mercato delle obbligazioni).
Il derivato è un prodotto finanziario caratterizzato da uno spiccato livello di complessità, solitamente adatto ad un investitore competente, dotato di alta propensione al rischio consapevole e, soprattutto, informato dei complicati meccanismi contrattuali alla base del funzionamento dello strumento.

## Storia
Alcune forme di strumenti derivati hanno origini antiche. In particolare, i contratti a termine erano usati anche ai tempi dei greci e dei romani e i primi mercati organizzati per il loro scambio risalgono al XVII e XVIII secolo. La notevole diffusione che questi strumenti hanno conosciuto a partire dalla seconda metà XX secolo è dovuta a vari fattori:
- la fine, nel 1971, del sistema internazionale di cambi fissi per la caduta degli accordi di Bretton Woods, con il conseguente emergere del rischio di cambio, piuttosto comune nel contesto delle transazioni economiche, finanziare e commerciali internazionali;
- gli shock petroliferi del 1973 e del 1979: gli improvvisi forti aumenti del prezzo del petrolio causarono una parallela intensificazione del rischio di mercato, sia per le ampie oscillazioni dei prezzi, sia per i conseguenti effetti sull'inflazione;
- la globalizzazione dei mercati e la contestuale introduzione dei computer, che permettono di svolgere velocemente complessi calcoli di prezzi relazionati tra loro.

La prima notevole diffusione dei derivati si ebbe nel periodo 1989-1992, al termine del quale la loro consistenza complessiva arrivò a sfiorare i 20.000 miliardi di dollari.
Si ebbe un rallentamento dopo le ingenti perdite accusate da grandi aziende, quali la Metallgesellschaft nel 1993 e la Procter & Gamble nel 1994, e il fallimento della Barings Bank nel 1995, ma l'espansione poi riprese.
A dicembre 2010 il volume dei derivati - più esattamente, il valore complessivo delle attività sottostanti i derivati - ammontava a circa 670.000 miliardi di dollari, 601.048 dei quali per derivati over the counter (OTC), con prevalenza tra questi degli Interest Rate Swap (364.378 miliardi di dollari). Per un confronto, si può considerare che il PIL mondiale, intorno agli anni 2010, è stato stimato in circa 70.000 miliardi di dollari.

## Finalità
Gli strumenti derivati possono essere utilizzati per tre scopi principali:
- copertura dei rischi (hedging);
- speculazione;
- arbitraggio.

### Copertura dei rischi
In generale, si dice che chi acquista assume una posizione lunga, nel senso che acquistando una merce o un titolo si espone al rischio che nel tempo il prezzo di mercato diminuisca (compro a 90, ma la quotazione scende gradualmente a 80); al contrario, si dice che chi vende assume una posizione corta, nel senso che si espone al rischio di un rialzo del mercato (vendo oggi a 80, ma se avessi aspettato domani avrei potuto vendere a 85). La copertura dei rischi avviene assumendo una posizione lunga per bilanciare il rischio insito in un'operazione che comporta l'assunzione di una posizione corta, e viceversa.
Ad esempio, l'impresa A stipula un contratto che la obbliga ad acquistare fra tre mesi una certa quantità di caffè a un prezzo fissato (posizione lunga); il rischio consiste nella possibilità che fra tre mesi il prezzo del caffè risulti minore di quello fissato. Per bilanciare il rischio, l'impresa A assume una parallela posizione corta impegnandosi a vendere, ad un soggetto B che a sua volta si impegna ad acquistare, quella stessa quantità di caffè a un prezzo un po' superiore a quello fissato nel primo contratto. In questo modo l'impresa A rinuncia ai maggiori guadagni che deriverebbero da un forte rialzo del prezzo del caffè, ma si pone al riparo dal rischio di una sua diminuzione.
Tali impegni a vendere e acquistare a termine sono strumenti derivati nel senso che hanno un loro proprio mercato, ma eventuali guadagni e perdite scaturiscono da variazioni del prezzo del cosiddetto sottostante (nel caso dell'esempio è il prezzo del caffè), non del loro. Evidente la differenza con un'azione: se si acquista un'azione, il fattore decisivo è il prezzo dell'azione stessa; se si acquista un derivato, ciò che decide è il prezzo del sottostante.

### Speculazione
I derivati possono anche essere usati per scopi speculativi, sfruttando quello che in finanza è chiamato l'effetto leva. In generale, per effetto leva si intende il maggior guadagno rispetto al capitale proprio investito che si ottiene se un'operazione, che richiede un investimento di un certo ammontare, viene effettuata ricorrendo all'indebitamento per buona parte di quell'ammontare, se cioè l'operazione viene effettuata con l'impiego di una quota contenuta di capitale proprio (l'effetto positivo, peraltro, si ha solo se l'operazione ha successo).
Nel caso dei derivati, l'effetto leva consiste nel fatto che si assumono impegni o diritti ad acquistare o vendere versando importi che ammontano a percentuali molto contenute (orientativamente dal 2% al 7%) del valore del sottostante.

#### Vantaggi
Restando all'esempio sopra proposto, il soggetto A che si impegna ad acquistare il caffè potrebbe non effettuare alcun'operazione di segno opposto per tutelarsi; potrebbe infatti essere convinto che il prezzo del caffè salirà nettamente fra tre mesi e scommettere, "speculare", sul rialzo. Stipula quindi contratti che lo impegnano ad acquistare caffè a tre mesi a un prezzo fissato, versando una piccola percentuale dell'importo corrispondente. Se il prezzo del caffè risulterà davvero più alto fra tre mesi, lo speculatore A guadagnerà: potrà acquistare il caffè ad un prezzo inferiore a quello di mercato e rivenderlo così subito a un prezzo più alto.
Lo speculatore A potrebbe acquistare un derivato sul caffè, potrebbe cioè impegnarsi ad acquistare caffè tra sei mesi, per 5.000.000 di euro versando una somma iniziale di 100.000. Se tra sei mesi il prezzo del caffè risulterà aumentato del 10%, lo speculatore potrà acquistare caffè per 5.000.000 di euro rivendendolo immediatamente a 5.500.000 euro, con un guadagno di 500.000 euro. L'effetto leva consiste in questo: se non intervenisse il derivato e si acquistasse oggi a 5.000.000 per rivendere tra sei mesi a 5.500.000, si realizzerebbe un guadagno del 10%, equivalente al 20% su base annua; se invece si acquista un derivato, si impegnano solo 100.000 euro e il guadagno ammonta quindi al 400% su sei mesi, all'800% su base annua.

#### Rischi

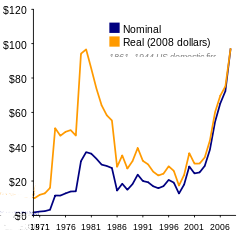
Andamento del prezzo del petrolio (in dollari al barile) dal 1971 al 2007.

Tuttavia, si configurerebbe uno scenario nettamente diverso se il prezzo del caffè invece diminuisse. Lo speculatore A si troverebbe a dover effettuare l'acquisto a un prezzo più alto di quello di mercato. Non solo gli sarebbe poi difficile rivendere il caffè (in ogni caso, dovendolo vendere a un prezzo più basso, registrerebbe una perdita), ma potrebbe aver assunto un impegno eccessivo: l'importo da sborsare per acquistare il caffè sarebbe infatti nettamente maggiore di quanto aveva già pagato.
Da notare la differenza con un investimento in azioni. Se si acquistano azioni per 100.000 euro, la perdita massima che si può subire non può superare l'importo versato. Si può invece acquistare un derivato (si può cioè assumere l'impegno ad acquistare caffè, o altro) per 5.000.000 di euro versandone solo 100.000. Se però il prezzo diminuisse del 10%, da un lato per far fronte all'impegno si dovrebbero pagare 5.000.000 di euro, dall'altro rivendendo il sottostante (caffè o altro), si incasserebbero solo 4.500.000 euro, con una perdita di 500.000 euro pari a cinque volte la somma originariamente impegnata. Lo speculatore B rischia quindi di trovarsi in una situazione di insolvenza, di fallire.
È noto al riguardo il caso della tedesca MetallGesellschaft, che nel 1993 effettuò una simile speculazione confidando in un pronto rialzo del prezzo del petrolio, che stava calando, ma il prezzo invece continuò a diminuire. La società evitò il fallimento solo grazie a un'operazione di salvataggio per 1,9 miliardi di dollari organizzata da 150 banche tedesche e internazionali.

### Arbitraggio
Un terzo uso è quello di effettuare arbitraggi. In tali casi, peraltro, si tratta essenzialmente di acquistare dove il prezzo è più basso per rivendere immediatamente dove il prezzo è più alto e l'effetto finale è quello di pareggiare i prezzi sui diversi mercati.

## Tipologia
Nascono nuovi derivati ogni giorno, con diversi profili finanziari e diversi gradi di sofisticazione. In gergo, i tipi standard vengono dette plain vanilla, mentre i tipi più complessi sono detti esotici. I tipi più noti e diffusi sono:
- futures;
- forward rate agreement;
- swap, soprattutto Interest Rate Swap e currency swap;
- opzioni.

### Futures
I contratti futures sono simili a contratti a termine. Si tratta di contratti che comportano l'impegno ad acquistare o vendere merci o attività finanziarie ad una certa data e ad un prezzo prefissato. A differenza di un vero e proprio contratto a termine, i futures sono contratti standardizzati per quanto riguarda importi e scadenze e, inoltre, si riferiscono a merci o attività finanziarie indicate solo nelle caratteristiche (caffè di un certo tipo, non una specifica partita di caffè; titoli di Stato con una scadenza residua di almeno 15 anni, non necessariamente titoli quindicennali emessi oggi o ventennali emessi cinque anni fa). Si distinguono:
- financial futures, che hanno un sottostante di natura finanziaria:
  - interest rate futures per i titoli a reddito fisso;
  - currency futures per le valute;
  - stock index futures per gli indici azionari;
- commodity futures, contratti che hanno come sottostante generi alimentari (riso, caffè, cacao ecc.), metalli, petrolio ecc.

#### Interest rate futures

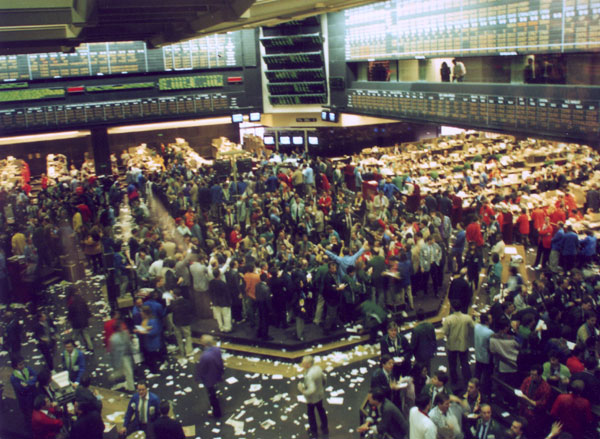
Il Chicago Board of Trade

Gli interest rate futures possono essere usati per la copertura dei rischi derivanti da variazioni nei tassi di interesse, che possono incidere negativamente sul valore di un portafoglio di titoli a reddito fisso.
Ad esempio, una banca che acquisti titoli di Stato appena emessi dal governo statunitense per 1.000.000 di dollari è esposta al rischio di un aumento dei tassi di interesse. I possessori dei titoli hanno infatti diritto a percepire interessi annuali in misura prefissata; in particolare, se un titolo di durata ventennale ha un valore nominale di 100 dollari e offre interessi del 5%, per venti anni il suo possessore incasserà ogni anno 5 dollari. Se i tassi di interesse di mercato non variano, il possessore potrà in ogni momento vendere il titolo al nominale, in quanto il nuovo acquirente lucrerà comunque il 5% di interessi ogni anno. Se però ad un dato momento il tasso d'interesse di mercato su un titolo di pari durata aumenta al 7%, perché i 5 dollari annui della cedola uniti al differenziale tra prezzo d'acquisto e prezzo di rimborso (pari al valore nominale) garantiscano un tale rendimento il prezzo dei titoli acquistati dalla banca dovrà calare secondo la formula R=(C+(Vr-Pa)/n)/Pa x 100 dove: R=rendimento di mercato (7%), C=cedola del titolo (5%), Vr=valore di rimborso del titolo (100), n=durata residua del titolo in anni (per es. 10). Tralasciando l'incidenza delle ritenute fiscali, se ne ricava che il prezzo di acquisto del titolo a dieci anni dalla sua scadenza, per poter garantire interessi pari a quelli di mercato per i titoli decennali (7%), dovrà scendere a 88,23. Un aumento dei tassi di interesse comporta quindi una diminuzione del valore di mercato dei titoli, ovvero una perdita patrimoniale per la banca.
La banca può tutelarsi vendendo dieci contratti futures da 100.000 dollari ciascuno (taglio standard), cioè, in sostanza, sottoscrivendo l'impegno a vendere a 1.000.000 di dollari (alla pari) i suoi titoli a una data prefissata. È ovviamente necessario trovare un acquirente, quindi qualcuno a cui interessi difendersi dal rischio di una diminuzione dei tassi di interesse (o uno speculatore), ma la conclusione dell'operazione è facilitata dal fatto che si tratta di dieci contratti distinti, ciascuno di taglio standard.
L'operazione, inoltre, non è conclusa direttamente con le controparti, ma con una struttura di intermediazione quale una borsa (per i titoli del Governo degli Stati Uniti si tratta del Chicago Board of Trade).
Acquirente e venditore di un contratto futures devono versare un deposito iniziale di garanzia, detto margine obbligatorio, pari a 2.000 dollari per ciascun contratto (il 2%). Inoltre, i contratti vengono sottoposti ogni giorno a valutazione secondo i valori di mercato (cosiddetto marking to market); un aumento del prezzo del sottostante comporta una potenziale perdita per chi si è impegnato a vendere, un potenziale guadagno per chi si è impegnato ad acquistare. Il potenziale guadagno aumenta il deposito di garanzia, la potenziale perdita lo fa diminuire; se tale diminuzione porta il deposito al di sotto del valore minimo obbligatorio (pari o poco inferiore al deposito iniziale), la parte che fronteggia la potenziale perdita deve versare denaro in misura tale da ripristinare il margine obbligatorio.

#### Currency futures

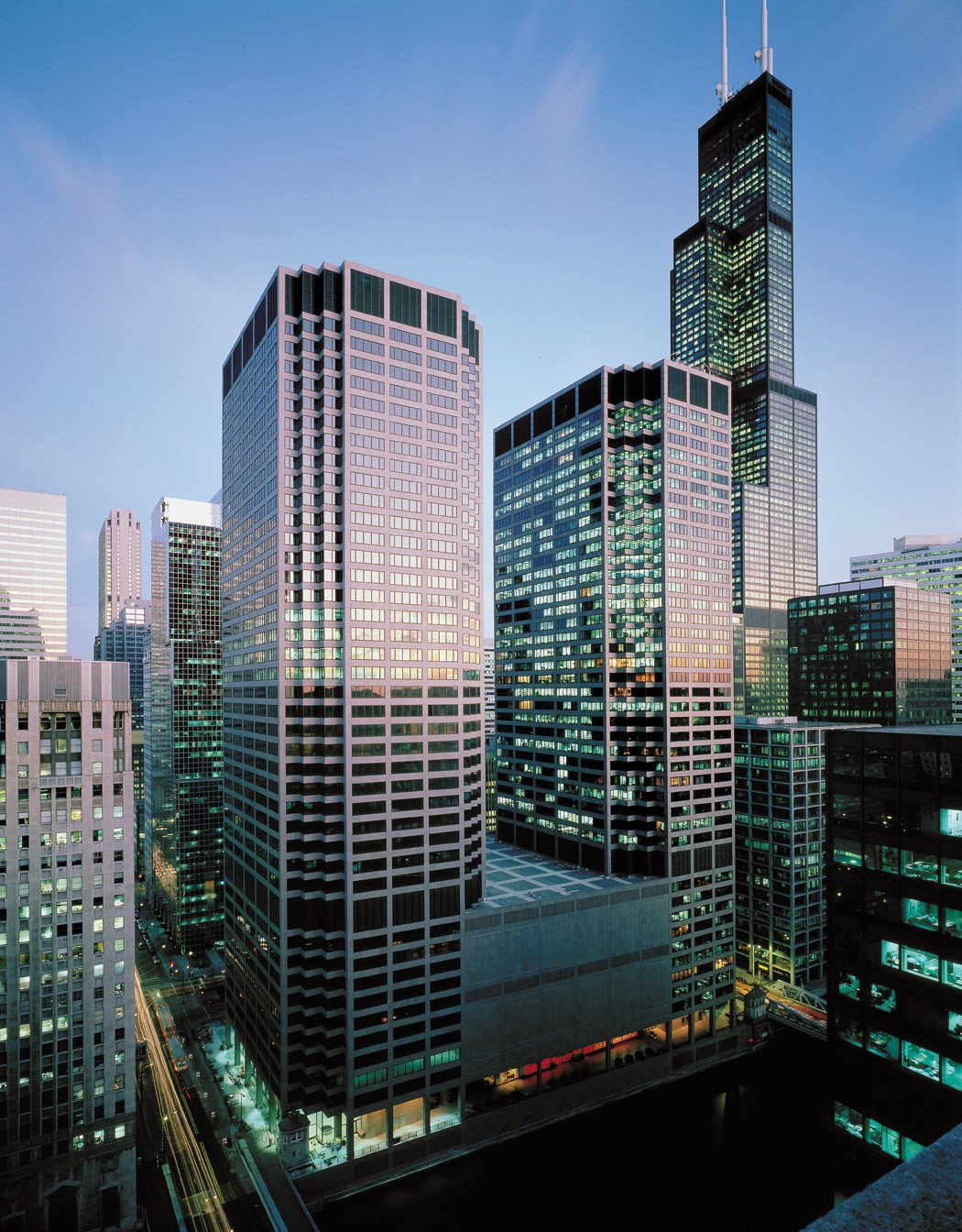
La sede del Chicago Mercantile Exchange

Per intendere l'uso tipico dei currency futures, si può pensare a un'azienda americana che abbia venduto merci ad un'azienda tedesca concordando un pagamento di 1.000.000 di euro dopo due mesi. Trascorsi i due mesi l'azienda americana riceverà euro che potrebbero valere di meno a seguito di variazioni dei cambi e quindi, convertiti in dollari, comportare una perdita.
Per tutelarsi da tale rischio, l'azienda americana può stipulare contratti futures che la obblighino a vendere (e contestualmente obblighino una o più controparti ad acquistare) 1.000.000 di euro a due mesi al tasso di cambio corrente. Potrebbe ad esempio stipulare contratti simili presso il Chicago Mercantile Exchange.

#### Stock index futures
I gestori di fondi comuni di investimento o di fondi pensione e le compagnie di assicurazione effettuano cospicui e articolati investimenti in azioni e, pertanto, sono esposti al rischio di cadute generalizzate dei loro prezzi, ovvero di cadute degli indici di borsa (cosiddetto rischio sistematico).
I contratti stock index futures, che prevedono il trasferimento di somme in contanti, consentono di tutelarsi. Se un soggetto A vende un contratto di 250.000 dollari sull'indice S&P 500 a una data scadenza, accetta di versare 250 dollari per ogni punto di quello che sarà l'indice alla scadenza; chi acquista accetta invece di versare 250 dollari per ogni punto dell'indice attuale. Ciò comporta che, se l'indice scende chi ha venduto guadagna (versa meno di quanto riceve), se l'indice sale guadagna chi ha acquistato.
Si vede così che il possessore di un portafoglio ampio e variegato si copre dal rischio di una caduta generalizzata dei corsi di borsa vendendo stock index futures. Per intendere la convenienza ad acquistare, si può pensare a un soggetto che, convinto del rialzo di un indice fra tre mesi, non disponga di liquidità da investire nell'immediato; non può quindi acquistare titoli ora, ma può acquistare stock index futures in quanto, per farlo, deve versare solo il margine obbligatorio (analogamente a quanto avviene per gli interest rate futures e, in generale, per i contratti futures). Se l'indice di borsa salirà effettivamente, ciò gli consentirà di realizzare un guadagno analogo a quello che avrebbe realizzato se avesse potuto acquistare ora titoli e rivenderli dopo tre mesi.

#### Commodity futures
Si tratta di derivati che hanno come sottostante merci scambiate a livello mondiale, come il petrolio o il caffè. La loro meccanica è stata già illustrata nella sezione relativa alle finalità dei derivati. Altri aspetti, quali il meccanismo dei margini, sono analoghi a quelli in uso per altri contratti futures.

### Forward Rate Agreement
Il forward rate agreement, detto anche brevemente FRA, è un contratto mediante il quale due soggetti si impegnano a scambiarsi un importo in denaro che viene determinato sulla base della differenza tra un tasso fisso concordato (contract rate) e un tasso di riferimento quale il LIBOR.
Chi acquista un FRA si impegna a pagare un importo commisurato al tasso concordato, chi lo vende si impegna a pagare un importo commisurato al tasso di riferimento. Alla scadenza il regolamento avviene per differenza: se l'acquirente deve pagare 1000 e il venditore 1100, sarà il venditore a versare la differenza di 100 all'acquirente.
L'acquirente potrebbe essere un soggetto che ha contratto un debito regolato a un tasso variabile; se questo tasso sale, l'acquirente del FRA riceve dalla controparte un importo analogo ai maggiori interessi che deve riconoscere al suo creditore. Il venditore potrebbe essere un soggetto che ha erogato crediti a un tasso variabile; se tale tasso scende, riceve dall'acquirente un importo analogo ai minori interessi che percepisce dal suo debitore.

### Swap
In generale i contratti swap impegnano i contraenti a scambiarsi flussi monetari futuri. I due tipi principali sono gli interest rate swap e i currency swap.

#### Interest rate swap
In un interest rate swap i due contraenti convengono di scambiarsi flussi monetari periodici calcolati come interessi su un capitale nozionale di riferimento. In particolare, una parte si obbliga a pagare interessi calcolati su tale capitale ad un tasso fisso, l'altra si obbliga a pagare interessi calcolati a un tasso variabile.

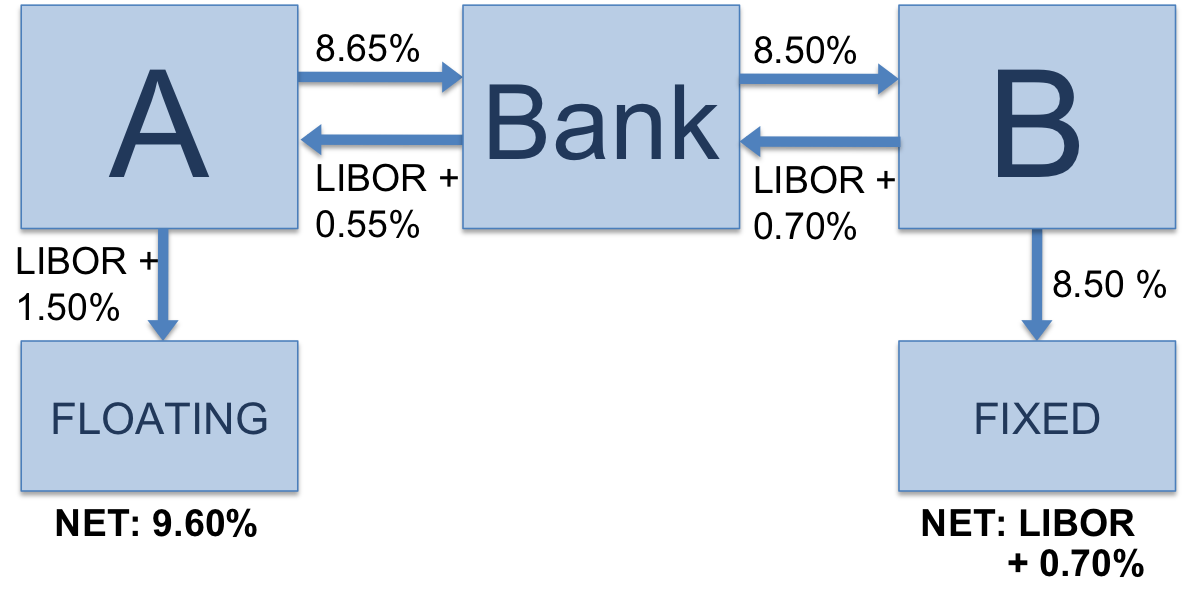
A paga interessi secondo un tasso variabile (floating) a breve, ma preferirebbe un tasso fisso. B paga un tasso fisso (ad es. su obbligazioni emesse), ma preferirebbe un tasso variabile. Grazie allinterest rate swap sia A che B possono effettuare pagamenti secondo il tipo di tasso preferito. Normalmente ciò avviene grazie a un intermediario finanziario, come una banca, che trae il proprio guadagno da differenze nei tassi di interesse praticati ai due contraenti.

Per intendere la convenienza a contrarre operazioni del genere, si può pensare a due intermediari finanziari:
- la banca A si indebita a breve (ad esempio sul mercato interbancario) ed eroga prestiti a lungo termine (ad es. mutui); si troverebbe quindi in difficoltà in caso di aumento dei tassi a breve termine;
- la finanziaria B si indebita a lungo termine (ad es. emettendo obbligazioni) e presta a breve termine (ad es. finanziando l'acquisto di beni di consumo); si troverebbe quindi in difficoltà in caso di diminuzione dei tassi a breve termine.

Il contratto che può giovare a entrambi assume le seguenti caratteristiche:
- la banca A si impegna a versare alla finanziaria B, per dieci anni, importi periodici calcolati come interessi a tasso fisso; ciò consente alla finanziaria di ottenere flussi che le permettono comunque di onorare il suo debito a lungo termine;
- la finanziaria B si impegna a versare alla banca A, per dieci anni, importi periodici calcolati come interessi ad un tasso pari al LIBOR aumentato di mezzo punto; ciò consente alla banca di ottenere flussi che le permettono di sostenere l'onere dei prestiti contratti a breve.[14]

Il contratto appena descritto viene detto coupon swap. Vi sono anche schemi diversi quali il basis swap, nel quale i due contraenti si riconoscono importi calcolati su due diversi tassi variabili, lo zero coupon swap, nel quale i flussi calcolati al tasso fisso vengono pagati in unica soluzione alla scadenza, ecc.
Gli interest rate swap sono di gran lunga i derivati più diffusi. A dicembre 2010 il loro valore complessivo (364.378 miliardi di dollari) era oltre la metà del volume totale dei derivati.

#### Currency swap
Sono analoghi agli interest rate swap ma, oltre ad avere come oggetto lo scambio di flussi in valute diverse, prevedono flussi di capitali oltre che di interessi: vi è un iniziale scambio di capitali in valute diverse, poi un periodo di flussi di interesse, infine la restituzione dei capitali scambiati in origine.

### Opzioni
Le opzioni, a differenza dei futures, conferiscono al loro acquirente la facoltà, non l'obbligo, di acquistare o vendere il sottostante a una certa data (opzioni dette europee) oppure entro una certa data (dette americane), a un prezzo prefissato. Le opzioni call conferiscono la facoltà di acquistare, le opzioni put quella di vendere. Le caratteristiche principali sono:
- l'attività sottostante, che può essere dei tipi più vari: merci, valute, titoli di Stato, indici di borsa, tassi d'interesse ecc., ma più spesso futures;[16]
- il prezzo d'esercizio, detto strike price;
- la data di scadenza;
- il premio, che rappresenta il prezzo di acquisto del contratto e viene tipicamente versato al momento della stipula.[17]

Nel caso di un'opzione call europea, l'acquirente alla scadenza può scegliere se:
- esercitare il diritto di opzione, acquistando il sottostante al prezzo d'esercizio, se questo risulta inferiore al prezzo di mercato;
- rinunciare all'acquisto, nonché al premio versato, nel caso contrario.

Analogamente, nel caso di un'opzione put l'acquirente alla scadenza può scegliere se:
- esercitare il diritto di opzione, vendendo il sottostante al prezzo di esercizio, se questo risulta superiore al prezzo di mercato;
- rinunciare alla vendita, nonché al premio versato, nel caso contrario.

Nel caso di opzioni americane si può esercitare il diritto di acquistare o vendere anche prima della scadenza, si lascia decorrere la scadenza se non si è interessati.
In ogni caso, l'acquirente di un'opzione rischia al più il premio mentre può andare teoricamente incontro a guadagni di notevole entità.
Ben diversa e sostanzialmente opposta la posizione del venditore. Questi incamera sicuramente il premio, ma:
- se vende un'opzione call, si impegna inderogabilmente a vendere il sottostante al prezzo d'esercizio, e ciò accadrà proprio quando questo risulterà inferiore al prezzo di mercato (dovrà vendere "sotto costo");
- se vende un'opzione put, si impegna inderogabilmente ad acquistare il sottostante al prezzo di esercizio, e ciò accadrà proprio quando questo risulterà superiore al prezzo di mercato.

Il venditore di opzioni, siano esse call o put, rischia quindi perdite teoricamente illimitate.

## Mercato dei derivati
Il mercato italiano dei derivati è l'Italian Derivative Market (IDEM). Il primo mercato a trattare derivati fu il CBOT fondato nel 1848. Vengono negoziati sia in Borsa che in mercati over the counter (fuori borsa) e sono generalmente caratterizzati da leva finanziaria, rappresentando quindi strumenti finanziari di particolare rischio. Inoltre, i mercati su cui vengono negoziati sono normalmente caratterizzati da liquidità molto minore rispetto al mercato azionario, ed ancora peggio per i derivati tipicamente "sartoriali" (per esempio gli swap, che vengono "confezionati su misura"). Vengono spesso concettualmente equiparati alle scommesse, più che a degli "investimenti".
La massa di derivati circolante nel mondo ammonterebbe al 2013 tra i 600.000 ed i 700.000 miliardi di dollari, anche se la quantificazione reale è incerta, per la natura stessa di questi titoli.
Questa cifra si riferisce al valore nozionale o nominale dei derivati, valore massimo teorico, mentre la posizione lorda di mercato (gross market position) dei derivati mondiali ammonta a un quinto del PIL globale: essa rappresenta quanto costerebbe rilevare, a prezzi di mercato, tutti i contratti in essere. La posizione netta vale il 10% di quella lorda. 

La differenza è chiara se si considera un biglietto della lotteria: il valore nominale è l'ammontare del primo premio, che non tiene conto della probabilità-rischio dell'evento che si possa incassare, mentre la posizione lorda è il prezzo di vendita del biglietto.
Alan Greenspan diede impulso all'emissione e diffusione di strumenti derivati. È rilevabile la particolarità di un titolo su mutui e ipoteche già esistenti, e di asset nominali registrati in attivo di bilancio anche se non rappresentano entità reali, diversamente da azioni e obbligazioni che sono almeno teoricamente collegate a investimenti in beni reali.
Un potenziale problema con derivati è che essi comprendono un ammontare nozionale di beni sempre più alto, che può influenzare e portare a distorsioni nel capitale sottostante e nei titoli azionari dei mercati stessi. Gli investitori cominciano a guardare i mercati derivati per decidere se acquistare o vendere titoli, e così quello che originariamente doveva essere un mercato per trasferire il rischio, ora diventa un indicatore anticipatore.
La legislazione statunitense prevede la denominazione di un fondo pensionistico per le istituzioni finanziarie private che investono almeno il 25% del loro capitale in entità finanziarie classificate a loro volta come fondi pensione, che sono soggette a limitazioni prudenziali nelle scelte d'investimento in difesa del capitale che dovrà pagare la pensione ai titolari di quote del fondo. Per l'elevato rischio, un derivato dovrebbe essere presente negli investimenti dei fondi pensione solamente per tutelare da un rischio di segno opposto maggiore: più direttamente il fondo se veramente seguisse una politica di investimenti prudenti e a basso rischio, non avrebbe necessità dei derivati per tutelarsi (eviterebbe l'alto rischio e basta). In particolare, è di discutibile legalità la vendita di derivati a soggetti non qualificati (vedi sentenza N. 2709/2007 della Corte di Appello di Milano), vista la difficoltà di determinarne correttamente il valore di mercato corretto, particolarmente ardua nel caso di derivati esotici e strutturati.
Alcuni fondi pensione sostengono di investire in derivati allo scopo di aumentare le entrate, a fronte delle fluttuazioni di mercato. Uno studio della Bank of New York e della Casey, Quirk & Associates prevede per l'anno 2008 un aumento degli investimenti delle aziende private in derivati da 5 a 300 miliardi di dollari. Privati ed aziende, quasi sempre privi di una conoscenza finanziaria sofisticata, non hanno normalmente alcun modo di determinare correttamente il pricing dei derivati esotici e strutturati, né di valutarne il rischio.